# Eurydice naylori
Eurydice naylori är en kräftdjursart som beskrevs av Jones och C.J. Pierpoint 1997. Eurydice naylori ingår i släktet Eurydice och familjen Cirolanidae.
Artens utbredningsområde är havet utanför Belgien. Inga underarter finns listade i Catalogue of Life.